# 989
989 (CMLXXXIX) fue un año común comenzado en martes del calendario juliano, en vigor en aquella fecha.

## Acontecimientos
- Entre el 12 de agosto y el 9 de septiembre apareció el que después sería conocido como cometa Halley.

## Fallecimientos
- 5 de octubre - Enrique III, muere el último varón Luitpoldinger.
- Sembat II Tierezakal, rey de Armenia.